# Ken Bowman
Kenneth Brian Bowman (Milan, 15 dicembre 1942 – Oro Valley, 27 dicembre 2023) è stato un giocatore di football americano e allenatore di football americano statunitense che ha giocato nel ruolo di centro per tutta la carriera con i Green Bay Packers della National Football League (NFL).

## Carriera professionistica
Bowman fu scelto nel corso dell'ottavo giro del Draft NFL 1964 dai Green Bay Packers. Rimase tutta la sua carriera con la squadra vincendo il campionato NFL nel 1965 e i primi due Super Bowl della storia. Si ritirò nel 1973 dopo aver disputato ogni gara di ciascuna stagione regolare, ad esclusione del 1966 in cui disputò solo tre partite. 
Nel 1983 fu l'allenatore della linea offensiva degli Edmonton Eskimos della Canadian Football League.
Morì ad Oro Valley il 27 dicembre 2023 all'età di 81 anni.

## Palmarès
- (1) Campionato NFL (1965)
- (2) Vincitore del Super Bowl, (I, II)
- Packers Hall of Fame

## Statistiche
| Partite totali | 127 |